# Mycoblastaceae
Mycoblastaceae Hafellner (1984) es una familia de líquenes crustáceos perteneciente al orden Lecanorales de distribución mundial. Su posición taxonómica está dicutida. El género tipo es Mycoblastus que define la familia aunque análisis moleculares recientes apuntan a que podría haber dos géneros, añadiendo Tephromela segregado de Ramalinaceae o tres si se incluye Calvitimela que pertenece a Lecanoraceae. La morfología de sus elementos reproductivos sexuales es la característica fundamental del grupo. Presenta apotecios con ascas biatorinas claramente pigmentadas y productoras de entre una y dos ascosporas simple de gran tamaño.